# Anaxibia difficilis
Anaxibia difficilis is een spinnensoort in de taxonomische indeling van de kaardertjes (Dictynidae).
Het dier behoort tot het geslacht Anaxibia. De wetenschappelijke naam van de soort werd voor het eerst geldig gepubliceerd in 1960 door Otto Kraus.